# Фалково
Фалково (пол. Fałkowo) — село в Польщі, у гміні Лубово Гнезненського повіту Великопольського воєводства.
Населення — 833 особи (2011).
У 1975-1998 роках село належало до Познанського воєводства.

## Демографія
Демографічна структура станом на 31 березня 2011 року:
|          | Загалом | Допрацездатний вік | Працездатний вік | Постпрацездатний вік |
| -------- | ------- | ------------------ | ---------------- | -------------------- |
| Чоловіки | 416     | 100                | 283              | 33                   |
| Жінки    | 417     | 96                 | 252              | 69                   |
| Разом    | 833     | 196                | 535              | 102                  |